# Flatonia (Teksas)
Flatonia je gradić u američkoj saveznoj državi Teksas. Prema popisu stanovništva iz 2010. u njemu je živjelo 1.383 stanovnika.